# Haplusia alexanderi
Haplusia alexanderi är en tvåvingeart som beskrevs av Ephraim Porter Felt 1921. Haplusia alexanderi ingår i släktet Haplusia och familjen gallmyggor. Inga underarter finns listade i Catalogue of Life.